# Krajní body Bulharska

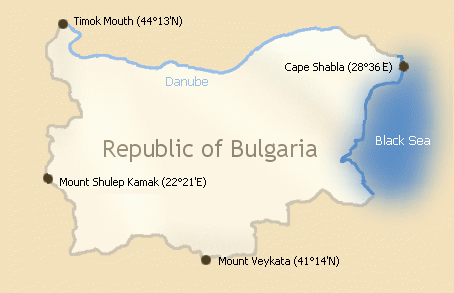
Krajní body Bulharska

Krajní body Bulharska jsou nezápadnější, nejvýchodnější, nejsevernější, nejjižnější a nejvyšší bod Bulharska.

## Zeměpisná délka a šířka
- Nejzápadnější bod se nachází v katastru Kireevo, poblíž vrchu Vrăška Čuka (bulharsky Връшка чука), ležícím v obštině Makreš v místě 43°48′34,13″ s. š., 22°21′25,65″ v. d.. Až do roku 2015 byl za nejzápadnější bod Bulharska považována hora Kitka ležící v obštině Kjustendil se souřadnicemi 42°18′39,84″ s. š., 22°21′36,85″ v. d..[1][p 2]

- Nejvýchodnější bod se nachází na mysu Šabla (нос Шабла) ležícím v obštině Šabla v místě 43°32′31″ s. š., 28°36′35″ v. d..

- Nejsevernější bod se nachází u ústí řeky Timok do Dunaj ležícího v obštině Bregovo v místě 44°12′45″ s. š., 22°39′57″ v. d..

- Nejjižnější bod se nachází na vrcholu Vejkata (Вейката) ležícím v obštině Kirkovo v místě 41°14′5″ s. š., 25°17′18″ v. d..

## Nejvyšší a nejnižší bod
- Nejvyšším bodem je vrchol hory Musala (Мусала) v pohoří Rila s nadmořskou výškou 2925 m n. m. v místě 42°10′47″ s. š., 23°35′12″ v. d..

- Nejnižší bod Bulharsko nemá. Obecně jde o hladinu Černého moře s nulovou nadmořskou výškou.